# Station Kelpen
Station Kelpen is een voormalig spoorwegstation in het Nederlandse dorp Kelpen-Oler. Het lag aan de lijn van Budel naar Vlodrop, de zogenaamde IJzeren Rijn. Het werd geopend op 20 juli 1879.
Het stationsgebouw werd in 1903 gebouwd naar ontwerp van het stationstype Visvliet. In 1967 werd het gebouw gesloopt.
Verder stond in de nabijheid van het station nog een baanwachterswoning.
55: Budel ·
64: Weert ·
73: Kelpen ·
77: Baexem-Heythuysen ·
Haelen ·
Buggenum ·
88: Roermond ·
94: Melick-Herkenbosch ·
102: Vlodrop